# チェルヴェナー・スカラ - マルゲツァニ線
チェルヴェナー・スカラ - マルゲツァニ線（スロバキア語;Železničná trať Červená Skala – Margecany）は、スロバキア国鉄の鉄道線の名称である。路線番号は173。
1933年から1936年にかけて開業した。

## 運行形態[2]

### 快速「レギオナルエクスプレス(REX)」
- ホレフロネツ号、フニレツ号、クラーリョヴァ・ホリャ号：　バンスカー・ビストリツァ〜チェルヴェナー・スカラ〜マルゲツァニ
一日2往復運行される。チェルヴェナー・スカラ以西間は172号線に直通する。
2019,20年度に限り、特急「区間リーフリク(RR)」として運行していた。2021年以前は、ナーレプコヴォ以西でも快速運転していて、マルゲツァニ、ゲルニツァ駅、プラコウツェ停留所、ムニーシェク、ナーレプコヴォに停車していた。

- バンスカー・ビストリツァ - チェルヴェナー・スカラ - マルゲツァニ - プレショウ/コシツェ　【夏季の日曜、一部土曜運行】
夏季の土曜・休日に、一日1往復（ムリンキ以西は2往復）運行する。スカラ以西は172号線に、マルゲツァニ以東は180号線に直通する。西行は標準的な停車駅であるが、東行はナーレプコヴォ以東の停車駅が少なく、シヴェドラール、ムニーシェク、ゲルニツァ駅、マルゲツァニにのみ停車する。
過去の運行形態
2020年度は、「ズリフレニー・ヴラク (Zr)」の種別で運行していた。夏季でも日曜日のみで、8月に限り土曜日にも運行していた。上下とも全線で快速運転していた上に、シヴェドラールを通過していた。
2021年度に、レギオナルエクスプレスに種別変更された。
2022年度に、西行のナーレプコヴォ以東が各駅停車となった他、東行はシヴェドラール停車となった。

### 普通
マルゲツァニ〜ナーレプコヴォ間に、快速と合わせて2時間に1本運行される。うち2往復がドブシンスカー氷穴まで延長運行される他、平日のみ追加で1.5往復がムリンキまたはドブシンスカー氷穴まで運行される。ドブシンスカー氷穴～チェルヴェナー・スカラ間には運行されていない。マルゲツァニで、180号線コシツェ方面普通に接続する。

## 駅一覧
以下では、スロバキア国鉄173号線の駅と営業キロ、停車列車、接続路線などを一覧表で示す。
- 種別
  - REX：快速「レギオナルエクスプレス」
  - Os：普通
- 停車駅
  - ■印：全列車停車
  - ●印：大部分停車、一部通過
  - ○印：大部分通過、一部停車
  - ｜印：全列車通過

| 路線名 | 駅名                               | 駅間営業キロ | 累計営業キロ | REX | Os | 接続路線                            | 所在地                     | 所在地                           |
| ------ | ---------------------------------- | ------------ | ------------ | --- | -- | ----------------------------------- | -------------------------- | -------------------------------- |
| 173    | マルゲツァニ駅                     | -            | 0.0          | ■   | ■  | 180号線（ジリナ方面、コシツェ方面） | コシツェ県                 | ゲルニツァ郡                     |
| 173    | ヤクロヴツェ駅                     | 4.2          | 4.2          | ■   | ■  |                                     | コシツェ県                 | ゲルニツァ郡                     |
| 173    | ジャカロヴツェ駅                   | 1.6          | 5.8          | ■   | ■  |                                     | コシツェ県                 | ゲルニツァ郡                     |
| 173    | ゲルニツァ駅                       | 1.7          | 7.5          | ■   | ■  |                                     | コシツェ県                 | ゲルニツァ郡                     |
| 173    | ゲルニツァ町駅                     | 1.3          | 8.8          | ■   | ■  |                                     | コシツェ県                 | ゲルニツァ郡                     |
| 173    | ゲルニツァ停留所                   | 4.2          | 13.0         | ■   | ■  |                                     | コシツェ県                 | ゲルニツァ郡                     |
| 173    | プラコヴツェ停留所                 | 2.3          | 15.3         | ■   | ■  |                                     | コシツェ県                 | ゲルニツァ郡                     |
| 173    | プラコヴツェ駅                     | 0.8          | 16.1         | ■   | ■  |                                     | コシツェ県                 | ゲルニツァ郡                     |
| 173    | ヘルツマノヴツェ駅                 | 2.5          | 18.6         | ■   | ■  |                                     | コシツェ県                 | ゲルニツァ郡                     |
| 173    | ムニーシェク・ナド・フニルツォム駅 | 4.3          | 22.9         | ■   | ■  |                                     | コシツェ県                 | ゲルニツァ郡                     |
| 173    | シヴェドラール停留所               | 4.8          | 27.7         | ■   | ■  |                                     | コシツェ県                 | ゲルニツァ郡                     |
| 173    | シヴェドラール駅                   | 3.1          | 30.8         | ■   | ■  |                                     | コシツェ県                 | ゲルニツァ郡                     |
| 173    | スタラー・ヴォダ駅                 | 4.2          | 35.0         | ■   | ■  |                                     | コシツェ県                 | ゲルニツァ郡                     |
| 173    | ナーレプコヴォ駅                   | 4.5          | 39.5         | ■   | ■  |                                     | コシツェ県                 | ゲルニツァ郡                     |
| 173    | トレチー・ハーモル駅               | 4.5          | 44.0         | ｜  | ■  |                                     | コシツェ県                 | ゲルニツァ郡                     |
| 173    | ナーレプコヴォ・ペクリスコ駅       | 2.8          | 46.8         | ｜  | ■  |                                     | コシツェ県                 | ゲルニツァ郡                     |
| 173    | フリネツ駅                         | 6.4          | 53.2         | ■   | ■  |                                     | コシツェ県                 | スピシスカー・ノヴァー・ヴェス郡 |
| 173    | スィカウカ駅                       | 3.6          | 56.8         | ｜  | ■  |                                     | コシツェ県                 | スピシスカー・ノヴァー・ヴェス郡 |
| 173    | ラコヴェツ駅                       | 2.9          | 59.7         | ｜  | ■  |                                     | コシツェ県                 | スピシスカー・ノヴァー・ヴェス郡 |
| 173    | ムリンキ停留所                     | 1.4          | 61.1         | ｜  | ■  |                                     | コシツェ県                 | スピシスカー・ノヴァー・ヴェス郡 |
| 173    | ムリンキ駅                         | 1.6          | 62.7         | ■   | ■  |                                     | コシツェ県                 | スピシスカー・ノヴァー・ヴェス郡 |
| 173    | デヂンキ駅                         | 1.9          | 64.6         | ■   | ■  |                                     | コシツェ県                 | ロジニャヴァ郡                   |
| 173    | ストラテナー駅                     | 4.3          | 68.9         | ■   | ■  |                                     | コシツェ県                 | ロジニャヴァ郡                   |
| 173    | ドブシンスカー氷穴駅               | 4.1          | 73.0         | ■   | ■  |                                     | コシツェ県                 | ロジニャヴァ郡                   |
| 173    | ヴェルナール駅（休止中）           |              | (78.4)       | ｜  |    |                                     | バンスカー・ビストリツァ県 | ブレズノ郡                       |
| 173    | テルガールト・ペンジョーン駅       | 12.4         | 85.4         | ■   |    |                                     | バンスカー・ビストリツァ県 | ブレズノ郡                       |
| 173    | テルガールト駅（休止中）           |              | (87.1)       | ｜  |    |                                     | バンスカー・ビストリツァ県 | ブレズノ郡                       |
| 173    | チェルヴェナー・スカラ駅           | 7.2          | 92.6         | ■   |    | 172号線（ブレズノ方面）             | バンスカー・ビストリツァ県 | ブレズノ郡                       |